# Notothrix inquilina
Notothrix inquilina is een platworm (Platyhelminthes). De worm is tweeslachtig. De soort leeft in het zoute water.
Het geslacht Notothrix, waarin de platworm wordt geplaatst, wordt tot de familie Umagillidae gerekend. De wetenschappelijke naam van de soort werd voor het eerst geldig gepubliceerd in 1956 door Hickman.